# Kevin Connolly

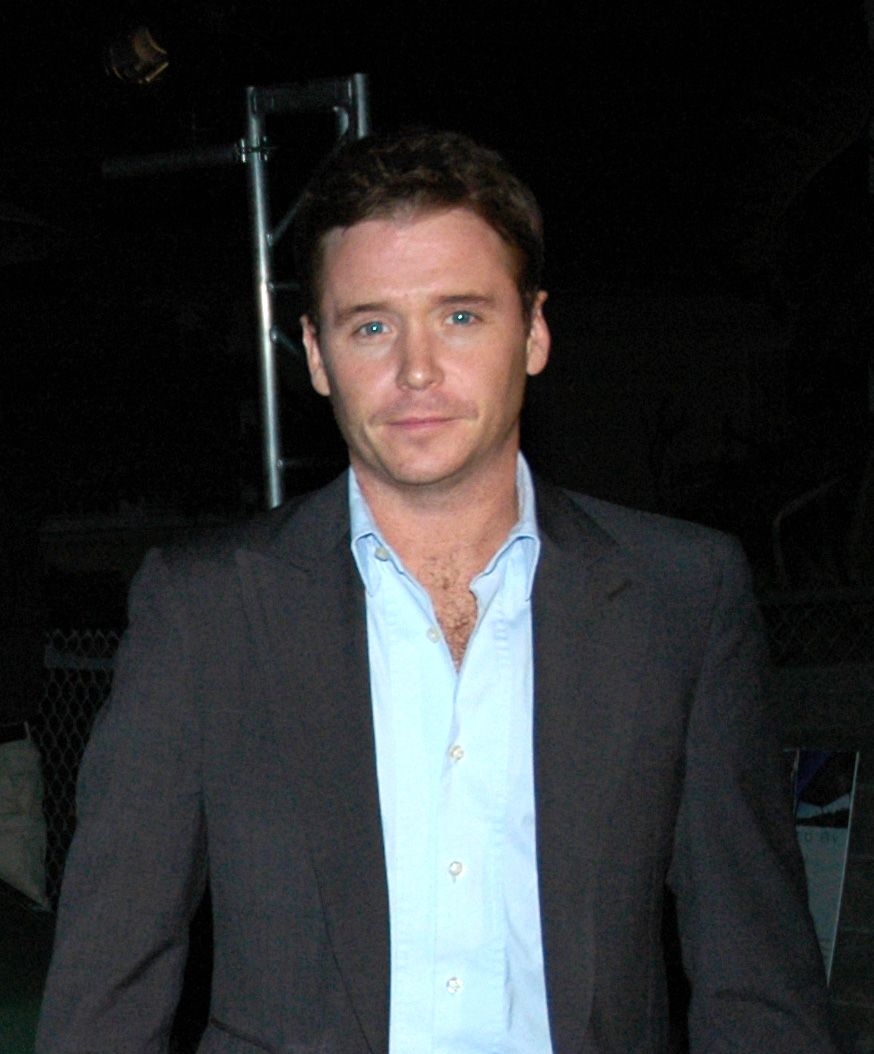
Kevin Connolly.

Kevin Connolly, född 5 mars 1974 i Patchogue, New York, är en amerikansk skådespelare. 
Kevin är av irländskt ursprung och är mest känd för sin roll som Eric Murphy i HBO-serien Entourage. Han tackade först nej till rollen som Eric eftersom han ville inrikta sig på att bli regissör.

## Filmografi (urval)
- 1990 – Rocky V
- 1992 – Alan & Naomi
- 1993 – Nyinflyttade i Beverly Hills
- 2001 – Don's Plum
- 2002 – John Q
- 2004 – Dagboken - Jag sökte dig och fann mitt hjärta
- 2004–2011 – Entourage (TV-serie)
- 2009 – Dumpa honom!
- 2009 – The Ugly Truth